# Geschichte der SED (Abriß)

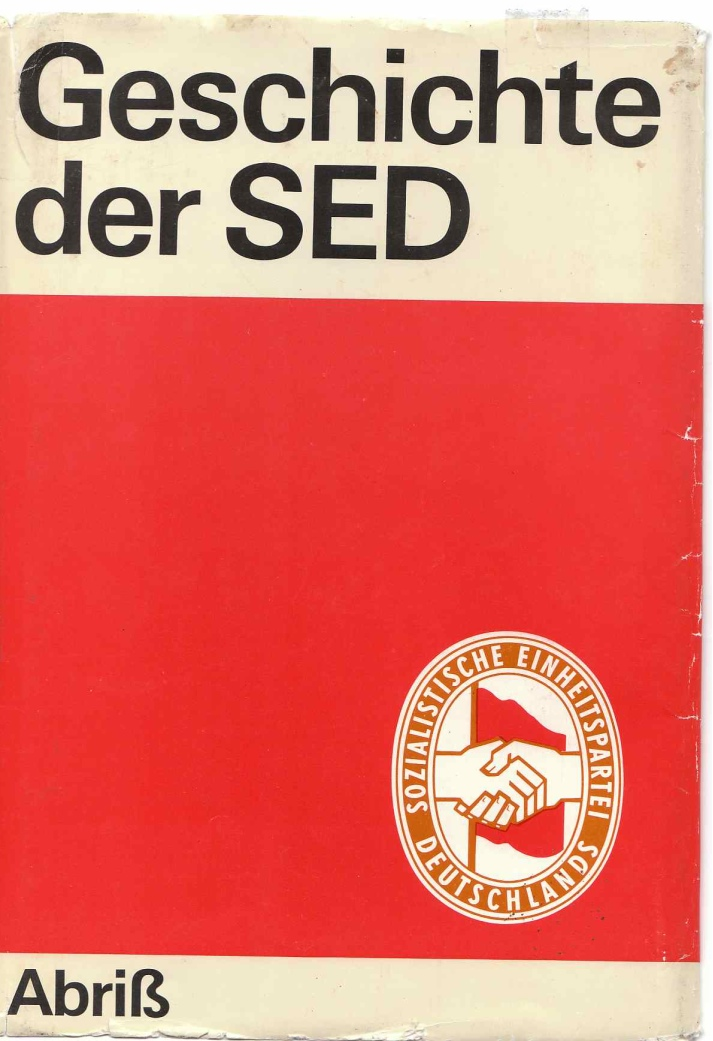
Schutzumschlag

Das Buch Geschichte der SED (Abriß) ist ein 1978 im SED-eigenen Dietz-Verlag Berlin erschienenes Buch über die Geschichte der Sozialistischen Einheitspartei Deutschlands. Geschrieben wurde das Buch von einem Autorenkollektiv, dem Gerhard Roßmann als Leiter sowie Ernst Diehl, Wolfgang Arlt, Günter Benser, Helene Fiedler, Heinz Gambke, Heinz Heitzer, Frank-Joachim Herrmann, Helga Kanzig, Hans-Joachim Krusch, Günter Möschner, Wilfriede Otto, Karl Reißig, Rolf Stöckigt, Eckhard Trümpler und Walter Wimmer angehörten. Der Abriss wurde durch eine Kommission des Politbüros des ZK der SED bestätigt, die aus Erich Honecker (Vorsitzender), Hermann Axen, Friedrich Ebert, Gerhard Grüneberg, Kurt Hager, Werner Jarowinsky, Werner Lamberz, Günter Mittag, Albert Norden und Paul Verner bestand. Das Buch wurde zeitweilig im Geschichts- und Staatsbürgerkundeunterricht an den Schulen der DDR eingesetzt.

## Inhalt
In der Geschichte der SED (Abriß) wird die Entwicklung der deutschen Arbeiterbewegung von den ersten Arbeitervereinen im 19. Jahrhundert bis zum IX. Parteitag der SED 1976 aus Sicht der Partei nachgezeichnet. Dabei wird der Entwicklung ab der Entstehung der Partei 1945/46 besonders viel Raum gegeben. Das Buch setzt an, als Mitte des 19. Jahrhunderts die Arbeiterbewegung unter ideologischer Führung von Karl Marx und Friedrich Engels zu erstarken begann, und geht im ersten Kapitel über die Abspaltung von der SPD bis zur Gründung der KPD. Das zweite Kapitel setzt 1945 an und widmet sich vor allem der Gründung der SED. Die weiteren Kapitel handeln von der Anfangsphase des „Aufbaus der sozialistischen Gesellschaft“ in der DDR. Erst die letzten beiden Kapitel gehen von einer „entwickelten sozialistischen Gesellschaft“ ab 1971 aus und widmen sich beispielsweise dem „Ringen um höhere Effektivität in der Volkswirtschaft“ sowie dem „Übergang zur sozialistischen ökonomischen Integration“. Der Titelbestandteil „Abriß“ bezog sich darauf, dass der Band als vorweggenommene Kurzfassung der von einem ähnlich zusammengesetzten Autorenkollektiv zu erarbeitenden Geschichte der SED in vier Bänden verstanden wurde. Von diesem Großprojekt erschien allerdings nur der erste Band (Von den Anfängen bis 1917, Dietz Verlag 1988).

## Aufbau
Das Buch gliedert sich in zwölf Kapitel mit mehreren kleinen Unterkapiteln.
- Kapitel 1: Die Sozialistische Einheitspartei Deutschlands – hervorgegangen aus dem Kampf der revolutionären deutschen Arbeiterbewegung
- Kapitel 2: Die Vereinigung von KPD und SPD zur Sozialistischen Einheitspartei Deutschlands. Der Beginn der antifaschistisch-demokratischen Umwälzung (1945/1946)
- Kapitel 3: Die SED – führende Kraft des antifaschistisch-demokratischen Neuaufbaus (1946-1948)
- Kapitel 4: Die SED und die Fortsetzung der antifaschistisch-demokratischen Umwälzung (1948/1949)
- Kapitel 5: Die Gründung der Deutschen Demokratischen Republik. Der Beginn der sozialistischen Umgestaltung unter Führung der SED (1949-1952)
- Kapitel 6: Die SED – Organisator des Aufbaus der Grundlagen des Sozialismus (1952-1955)
- Kapitel 7: Die SED und der weitere Aufbau der Grundlagen des Sozialismus (1955-1958)
- Kapitel 8: Der Kampf der SED um den Sieg der sozialistischen Produktionsverhältnisse in der DDR (1958-1961)
- Kapitel 9: Die SED und der umfassende Aufbau des Sozialismus (1961-1965)
- Kapitel 10: Die SED und die weitere Errichtung der sozialistischen Gesellschaft (1966-1970)
- Kapitel 11: Der Kampf der SED für die Gestaltung der entwickelten sozialistischen Gesellschaft in der DDR (1971-1975)
- Kapitel 12: Der IX. Parteitag der Sozialistischen Einheitspartei Deutschlands

## Kritische Wertung
Das Buch stellt die Geschichte aus einem sehr einseitigen Blickwinkel dar. Aktuelle Politik der DDR wurde in die Geschichte hineinprojiziert, um der Bevölkerung diese Politik als notwendig und sinnvoll darzustellen. Das propagierte Geschichtsbild der SED, die von der Partei gesteuerte Geschichtswissenschaft, wie auch die von der SED offiziell vertretene Geschichtskultur sind Teil der in der DDR üblichen legitimatorischen Geschichtsinterpretation. Dabei wurden insgeheim von der SED erwünschte Forschungsergebnisse formuliert. Dann wurden die „Fakten zurecht gebogen, die Quellen selektiert“, um das „vorgegebene Ziel als Ergebnis der Forschung“ erscheinen zu lassen. Den Abriß qualifiziert Weber als „unsäglich“. In einigen Passagen „blieb“ der Abriß „hinter dem Standard“ der achtbändigen  Geschichte der deutschen Arbeiterbewegung „zurück“, deren letzte Bände 1966  unter der Mitarbeit von Walter Ulbricht herausgegeben worden waren. Während in dieser von „Massenrepressalien“ unter Stalin zu lesen gewesen war, war im Abriß nur versteckt von Personenkult die Rede, die Stalinschen Verbrechen wurden nicht erwähnt. Die SED-Gründung und die Rolle Stalins wurden verzerrt dargestellt. Über Stalin war kaum etwas zu lesen. So über das Statut der SED von 1950 berichtet, ohne den dort enthaltenen Satz zu erwähnen, dass sich die SED in ihrer „Tätigkeit von der Theorie Marx, Engels, Lenins und Stalins leiten lasse“. Walter Ulbricht fand im Abriß erstmals wieder Erwähnung seit er 1971 „aus der Parteigeschichte der SED verschwunden war“. Jedoch wurde seine Bedeutung für die SED unzureichend dargestellt.

## Ausgaben
- Geschichte der Sozialistischen Einheitspartei Deutschlands (Abriß). Dietz Verlag Berlin 1978.

Lizenzausgabe für die Bundesrepublik Deutschland und West-Berlin: Verlag Marxistische Blätter, Frankfurt am Main 1978. ISBN 3-88012-529-5